# 유와정
유와정(雄和町)은 아키타현 가와베군에 존재했던 정이다. 중앙부에 위치해 있었다.
2005년 1월 11일에 가와베군 유와정을 아키타시에 편입되어 소멸했다.

## 교통

### 공항
- 아키타 공항

### 도로
- 국도 341호